# ペロッグ

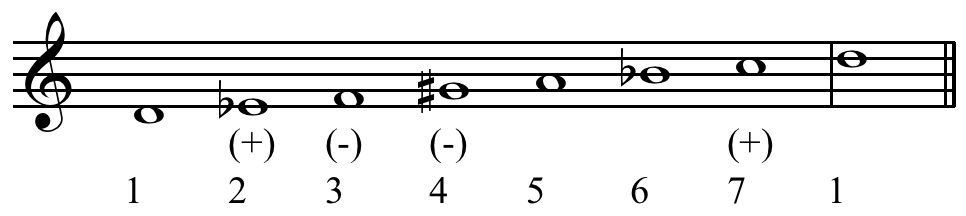
ペロッグを五線記譜法で表記

ペロッグ (pelog) は、ガムランの調律の一種である。

## 概要
pelogとは「美しい」という意味である。一オクターブの7つの音名を小さい(100セント前後)、小さい、大きい(300セント前後)、小さい、小さい、やや大きい(200セント前後)、大きいといった感覚に割って作る音階である。
1、2、3、4、5、6、7の七つの音の中で1、2、3と4、5、6が大体110-150セントに位置付けられる音階であると西洋人によって勝手に定義されているが、村落が違えば聴感覚は全く違う。 ペロッグの音階。